# Milan Rešetar
Milan Rešetar (Ragusa, 1860 – Firenze, 1942) è stato uno slavista jugoslavo di lingua serbo-croata.
Nacque come Carlo, cambiò nome in Dragutin e successivamente in Milan. Iniziò l'università a Vienna e la terminò a Graz nel 1882. Dopo la laurea insegnò al ginnasio a Capodistria e Spalato. Ottenne la libera docenza a Vienna nel 1895 e nel 1904 succedette a Vatroslav Jagić alla cattedra di filologia slava. Dopo la prima guerra mondiale fu costretto a lasciare Vienna, speranzoso di spostarsi in Italia, ottenne invece la cattedra a Zagabria. Riuscì nel suo intento nel 1928 quando arrivò presso l'Università di Firenze.
Opere principali:
- Die serbokroatische Betonung südwestlicher Mundarten, 1900
- Der štokavische Dialekt, 1907
- Zur Frage über die Gruppierung der serbo-kroatischen Dialekte, 1909
- Die serbokroatischen Kolonien Süditaliens, 1911